# ميكائيل روتيتا
ميكائيل روتيتا (بالإسبانية: Mikel Roteta) (ولد في 16 يناير 1970 بسان سيباستيان، إسبانيا) هو مدرب ولاعب كرة قدم إسباني في مركز الدفاع. لعب روتيتا مع منتخب إسبانيا تحت 23 سنة لكرة القدم. أما مع النوادي، فقد لعب مع ريال خاين وريال سوسيداد ب وريال سوسيداد وريال مورسيا وريال يونيون ونادي برشلونة ب ونادي برشلونة ونادي خيريث ونادي مالقا وCartagena FC ‏.